# Comuna Zagorje ob Savi
Zagorje ob Savi (Občina Zagorje ob Savi) este o comună din Slovenia, cu o populație de 17.067 de locuitori (2002).

## Localități
Blodnik, Borje pri Mlinšah, Borje, Borovak pri Podkumu, Brezje, Breznik, Briše, Dobrljevo, Dolenja vas, Dolgo Brdo pri Mlinšah, Družina, Čemšenik, Čolnišče, Golče, Gorenja vas, Hrastnik pri Trojanah, Izlake, Jablana, Jarše, Jelenk, Jelševica, Jesenovo, Kandrše, Kisovec, Kolk, Kolovrat, Konjšica, Kostrevnica, Kotredež, Log pri Mlinšah, Loke pri Zagorju, Mali Kum, Medija, Mlinše, Mošenik, Orehovica, Osredek, Padež, Podkraj pri Zagorju, Podkum, Podlipovica, Polšina, Potoška vas, Požarje, Prapreče, Ravenska vas, Ravne pri Mlinšah, Razbor pri Čemšeniku, Razpotje, Rodež, Rove, Rovišče, Rtiče, Ržiše, Selo pri Zagorju, Senožeti, Sopota, Šemnik, Šentgotard, Šentlambert, Šklendrovec, Tirna, Vidrga, Vine, Vrh pri Mlinšah, Vrh, Vrhe, Zabava, Zabreznik, Zagorje ob Savi, Zavine, Zgornji Prhovec, Znojile, Žvarulje.